# Radek Slončík
Radek Slončík (Šumberk, 1973. május 29. –) cseh válogatott labdarúgó, jelenleg az FC Baník Ostrava utánpótlásedzőjeként dolgozik.

## Sikerei, díjai
Újpest FC:
- Magyar labdarúgókupa: 2002
- Magyar labdarúgó-szuperkupa: 2002

FC Baník Ostrava:
- Cseh labdarúgó-bajnokság: 2003-04
- Cseh labdarúgókupa: 2004-05

Csehország
- Konföderációs kupa bronzérmes: 1997
- Kirin-kupa győztes: 1998